# Vidiná
Vidiná je obec v okrese Lučenec v Banskobystrickém kraji na Slovensku. Leží v severní části Lučenské kotliny v údolí Krivánskeho potoka. Nejbližší město je Lučenec vzdálen 5 km severně. Žije zde přibližně 1 700 obyvatel.
První písemná zmínka o obci pochází z roku 1335. V obci se nachází jednolodní neobarokní římskokatolický kostel Božského srdce Ježíšova z let 1907-1911 a barokní kaštel s parkem z roku 1706.